# Ian Scott
Ian Scott   (9 de gener de 1915 - Hatfield, 15 de maig de 1980) va ser un ciclista britànic que va competir en els anys posteriors a la Segona Guerra Mundial. El 1948 va prendre part en els Jocs Olímpics de Londres de 1948, en què guanyà la medalla de plata en la contrarellotge per equips. El la prova individual va finalitzar en la setzena posició.

## Palmarès
- 1948
  -  Medalla de plata en la contrarellotge per equips dels Jocs Olímpics de Londres (amb Gordon Thomas i Robert John Maitland)